# ゲイリー (フリゲート)
| USS gary FFG-51 |                                                                                           |
| 艦歴            |                                                                                           |
| 発注:           |                                                                                           |
| 起工:           | 1982年12月18日                                                                            |
| 進水:           | 1983年11月19日                                                                            |
| 就役:           | 1984年11月17日                                                                            |
| 退役:           | 2015年7月23日                                                                             |
| 除籍:           |                                                                                           |
| その後:         | 中華民国海軍へ移管                                                                        |
| 要目            |                                                                                           |
| 排水量          | 基準: 3,225 t                                                                             |
| 排水量          | 満載: 4,100 t                                                                             |
| 全長            | 453 ft (138 m)                                                                            |
| 全幅            | 45.4 ft (13.8 m)                                                                          |
| 吃水            | 24 ft (7.3 m)                                                                             |
| 機関            | COGAG方式                                                                                 |
| 機関            | LM2500-30ガスタービンエンジン (20,500hp) ×2基                                             |
| 機関            | 可変ピッチプロペラ（5翔）×1軸                                                             |
| 機関            | 非常用旋回式スラスタ（350hp）×2基                                                         |
| 最大速          | 29ノット以上                                                                              |
| 航続距離        | 4,500 海里（20ノット巡航時）                                                              |
| 乗員            | 206名（士官13名）                                                                         |
| 兵装            | Mk.75 76mm単装速射砲×1基                                                                  |
| 兵装            | Mk.38 25mm単装機銃×2基                                                                    |
| 兵装            | Mk.15 20mmCIWS×1基                                                                        |
| 兵装            | M2 12.7mm単装機銃×4基                                                                     |
| 兵装            | Mk.13 mod.4単装ミサイル発射機×1基 * SM-1MR SAM * ハープーンSSM を発射可能 ※2003年以降撤去 |
| 兵装            | Mk.32 mod.17 3連装短魚雷発射管×2基                                                        |
| 艦載機          | SH-60B LAMPSヘリコプター×2機                                                              |
| C4ISTAR         | NTDS (JTDS＋リンク 11/14)                                                                 |
| C4ISTAR         | Mk.92 FCS (SM-1MR, 76mm砲用)                                                              |
| C4ISTAR         | AN/SQQ-89 ASWCS                                                                           |
| センサ          | AN/SPS-49 対空捜索レーダー                                                                |
| センサ          | AN/SPS-55 対水上捜索レーダー                                                              |
| センサ          | AN/SQS-56 船底装備ソナー                                                                  |
| センサ          | AN/SQR-19 曳航ソナー                                                                      |
| 電子戦          | AN/SLQ-32(V)5 ESM/ECM装置                                                                 |
| 電子戦          | Mk.36 デコイ発射装置                                                                      |
| モットー:       | Freedom's Foremost Guardian                                                               |

ゲイリー (英語: USS Gary, FFG-51) は、アメリカ海軍のミサイルフリゲート。オリバー・ハザード・ペリー級ミサイルフリゲートの41番艦。艦名はドナルド・A・ゲイリー中佐(1901 - 1977)に因む。その名を持つ艦としては3隻目。

## 艦歴

### アメリカ海軍
ゲイリーはカリフォルニア州サンペドロのトッド・パシフィック造船所で1982年12月18日に起工する。1983年11月19日に進水し、1984年11月17日に就役した。
2006年9月1日に行われた平成18年度東京都・足立区合同総合防災訓練に救援艦艇として参加し、石原慎太郎東京都知事が乗艦した。
2007年1月の時点でゲイリーは横須賀を母港とし、第15駆逐戦隊に所属する。2007年の内にゲイリーはマクキャンベル (USS McCampbell, DDG-85) と交代して母港をサンディエゴへ変更する予定である。

### 台湾海軍
2014年12月4日、アメリカ上院は本艦を含む4隻のオリバー・ハザード・ペリー級を台湾へ売却する内容を含む法案を可決した。
2015年7月23日にアメリカ海軍を退役。その後Mk.13 Mod.4発射機及びMk.92 STIR FCSの再装備、衛星通信アンテナの換装等の工事を施した上で、2017年5月13日に高雄市の左営海軍基地に回航、艦名を逢甲（Feng Chia, PFG-1115）と改名し中華民国海軍に引き渡された。
2018年11月8日に左営基地で就役式が行われ、澎湖諸島の馬公港を母港とする海軍146艦隊に配属された。